# Andrea Klikovac
Andrea Klikovac (Montenegrijns: Андреа Кликовац) (Titograd, 5 Mei 1991) is een voormalig Montenegrijns handbalspeler .

## Carrière

### Club
Klikovac begon op negenjarige leeftijd met handballen in haar geboorteplaats (nu weer Podgorica genoemd). In het seizoen 2007/08 nam ze met het damesteam van ŽRK Petrol Bonus Podgorica deel aan de EHF Cup Winners’ Cup. Tussen 2009 en 2011 stond de opbouwster onder contract bij de Montenegrijnse eersteklasser ŽRK Biseri, met wie ze ook deelnam aan de Europa Cup. Nadat ze in het seizoen 2011/12 bij de Macedonische eersteklasser RK Žito Prilep onder contract had gestaan, stapte Klikovac over naar competitierivaal ŽRK Vardar SCBT. Met Vardar won ze de competitie in 2013, 2014, 2015, 2016, 2017 en 2018 en de Macedonische beker in 2014, 2015, 2016, 2017 en 2018. Ze bereikte ook de Final Four in de seizoenen 2013/14, 2014/15 en 2015/16 van de Champions League. In de zomer van 2018 stapte ze over naar de Hongaarse eersteklasser Kisvárdai KC. Een seizoen later tekende ze een contract bij de Roemeense topclub CSM Bucuresti. Met Boekarest werd ze in 2021 en 2023 landskampioen van Roemenië en won ze in 2019, 2022 en 2023 de Roemeense beker. Aan het einde van seizoen 2022/2023 beëindigde ze haar carrière.

### Nationaal team
Klikovac won in 2010 de bronzen medaille op het WK U-20. Een jaar later debuteerde ze in het Montenegrijnse nationale team. In december 2012 haalde ze met Montenegro de Europese titel binnen. Een jaar later maakte ze deel uit van de Montenegrijnse ploeg op het WK . Ze scoorde vier doelpunten tijdens het toernooi. In 2014 nam ze opnieuw deel aan het EK. Ze nam ook deel aan de Olympische Spelen van 2016 in Rio de Janeiro en de Olympische Spelen van 2020 in Tokio.